# Ghost (informatique)
Pour les articles homonymes, voir Ghost et gho.
Ghost (general hardware-oriented system transfer) est un logiciel, distribué par Symantec pour cloner (en) un disque dur (copie physique), ou plus spécifiquement, de cloner chaque partition d'un disque dur (copie logique). Par extension, le terme « ghost » tend à se généraliser pour désigner toute image d'un support informatique ou d'un système informatique faite par un logiciel de sauvegarde. Dans le jargon informatique, le néologisme « ghoster un ordinateur » est apparu. Il est synonyme de cloner, c'est-à-dire dupliquer le disque dur d'un PC.

## Utilisation (ghost)
L'intérêt de ghoster un disque ordinateur est de ne pas avoir besoin de réinstaller chaque logiciel un par un, ce qui est long et fastidieux. Ghoster un ordinateur est rapide et nécessite beaucoup moins de compétences ; il reste cependant à personnaliser la machine clonée en modifiant son nom et son adresse IP à l'issue du clonage.
Le chiffrement AES est aussi supporté pour préserver la confidentialité des sauvegardes. Ghost inclut aussi un fdisk amélioré.
L'image obtenue peut notamment être utilisée :
- comme une sauvegarde pour restaurer l'état du disque au moment de la création de l'image
- comme modèle pour réaliser un clonage de disque

L'image disque peut également être gravée ou déployée au travers d'un réseau informatique, notamment à l'aide du support réseau de Ghost.
Ghost supporte de nombreux systèmes de fichiers, tels que FAT, NTFS, ext2/ext3, ReiserFS.

## Gdisk deGhost
GDisk.exe de Ghost permet la création/suppression de partitions, réinitialiser le master boot record (MBR), rendre visibles ou invisibles des partitions. En fait, c'est un fdisk amélioré. Il est même possible de faire des scripts pour paramétrer ces opérations sur les partitions.
GDisk32.exe permet de modifier le fichier BOOT.INI de Windows (voir NTLDR) et de rendre visible une partition pour Windows, .

## Historique des versions
En 1996, la société néozélandaise Binary Research conçut la première version de Ghost. Il avait été conçu par Murray Haszard de Binary Research.
Ghost permettait le clonage d'un disque dur et le clonage de partition FAT et NTFS.
Pour NTFS, le programme Ghostwalker (ghstwalk.exe) permettait de changer l'identificateur de sécurité (SID) d'un PC sous Windows. Cela permettait de cloner un PC et de l'insérer dans le même domaine NT que le PC.

### 1998: rachat par Symantec
La société Symantec racheta le logiciel en 1998 pour 29 millions de dollars américains à la société Binary Research. Un utilitaire de partitionnement de disque fut rajouté à la suite logicielle Ghost (c'était l'équivalent d'un fdisk en plus perfectionné).

### À partir de 1999: clonage d'une partition ext2
À partir de 1999, il a été prévu de pouvoir cloner des partitions pour ordinateurs sous Linux. Il y eut d'abord ext2, puis ext3.
Il existe un très grand nombre de systèmes de fichiers sous Linux ; pour les systèmes de fichiers que Ghost ne reconnaît pas, il suffit de faire une copie physique au lieu d'une copie logique.
En 2000, un Ghost sur le réseau. La version 6.0 de Ghost permettait d'utiliser Ghost à distance, via le réseau.
En 2004, des fonctionnalités du logiciel Drive Image (en) ont été intégrées dans Ghost V9.0.
Norton Ghost V10 voit le jour en 2005, les disques S-ATA sont supportés. Ils sont vus par Ghost comme des disques SCSI. Les dispositifs suivants sont aussi supportés : USB, FireWire et les graveurs DVD (et CD).
Le chiffrement AES est aussi supporté pour préserver la confidentialité des sauvegardes.

### Futurs défis deGhost
Les constructeurs informatiques de la Trusted Computing Group souhaitent imposer le Trusted Platform Module (TPM) et le NGSCB (Next-generation secure computing base) ; si cela se réalise, cloner un PC est plus difficile : il est toujours possible de cloner les disques et les partitions, mais il est nécessaire d'utiliser la carte mère avec laquelle le chiffrement du disque dur a été fait.

## Fonctionnement
Symantec Ghost fonctionne avec plusieurs modes :
- Unicast : pour cloner une seule machine,
- Multicast : pour cloner plusieurs machines identiques.

On choisit ce mode après que le client Ghost s'est lancé sur la machine, après avoir demandé le PXE, au démarrage avec la touche F12.
Côté serveur, on utilise Ghostcast pour choisir l'image correspondant à la machine, ayant dû être préparée avant. On accepte les clients avant d'envoyer les fichiers de l'image.